# FS La Massana
FS La Massana – andorski klub piłkarski, mający siedzibę w mieście La Massana, na zachodzie kraju. Obecnie występuje w Segona Divisió.

## Historia
Chronologia nazw:
- 2005: FS La Massana

Klub piłkarski FS La Massana został założony w miejscowości La Massana w 2005 roku, po tym jak został rozwiązany klub Deportivo La Massana. Najpierw zespół występował w rozgrywkach futsalu. W sezonie 2010/11 startował w Segona Divisió. Sezon debiutowy zakończył na 8.miejscu. W kolejnych sezonach również grał w drugiej dywizji.

## Barwy klubowe, strój
| Biały | Czarny |

Klub ma barwy biało-czarne. Zawodnicy domowe spotkania zazwyczaj grają w białych koszulkach, czarnych spodenkach oraz białych getrach.

## Sukcesy

### Trofea międzynarodowe
Nie uczestniczył w rozgrywkach europejskich (stan na 31-05-2019).

### Trofea krajowe
| \| \| Zdobyte trofea w rozgrywkach Andory (stan na: 31-05-2019) \| |                                                           |      |                  |
| Rozgrywki                                                          | Osiągnięcie                                               | Razy | Sezon(y)         |
| Mistrzostwo                                                        | I miejsce                                                 | 0    |                  |
| Mistrzostwo                                                        | II miejsce                                                | 0    |                  |
| Mistrzostwo                                                        | III miejsce                                               | 0    |                  |
| Puchar                                                             | zdobywca                                                  | 0    |                  |
| Puchar                                                             | finalista                                                 | 0    |                  |
| Puchar                                                             | 1/8 finału                                                | 3    | 2015, 2018, 2019 |
| II liga                                                            | I miejsce                                                 | 0    |                  |
| II liga                                                            | II miejsce                                                | 0    |                  |
| II liga                                                            | III miejsce                                               | 1    | 2018/19          |
| Andora                                                             | Zdobyte trofea w rozgrywkach Andory (stan na: 31-05-2019) |      |                  |

## Poszczególne sezony

### Rozgrywki międzynarodowe

#### Europejskie puchary
Nie uczestniczył w rozgrywkach europejskich.

### Rozgrywki krajowe
| \| Andora \| Bilans występów klubu w rozgrywkach piłkarskich Andory (Stan na 31 maja 2019 r.) \| \| |                                                                                  |        |       |   |   |   |    |    |     |         |        |        |      |
| Poziom                                                                                              | Rozgrywki                                                                        | Sezony | Mecze | Z | R | P | B+ | B– | Pkt | Lata    | Awanse | Spadki | Naj. |
| I                                                                                                   | Primera Divisió                                                                  | 0      |       |   |   |   |    |    |     |         |        |        |      |
| II                                                                                                  | Segona Divisió                                                                   | 9      |       |   |   |   |    |    |     | od 2010 | 0      | 0      | 3    |
| | Puchar Andory                                                                    | 6      |       |   |   |   |    |    |     | od 2012 |        |        | 1/8  |
| Andora                                                                                              | Bilans występów klubu w rozgrywkach piłkarskich Andory (Stan na 31 maja 2019 r.) |        |       |   |   |   |    |    |     |         |        |        |      |

## Struktura klubu

### Stadion
Klub piłkarski rozgrywa swoje mecze domowe na stadionie miejskim w Andorze, który może pomieścić 1800 widzów.

### Inne sekcje
Klub prowadzi drużyny dla dzieci i młodzieży w każdym wieku. Również istnieje sekcja futsalu.

## Kibice i rywalizacja z innymi klubami

### Derby
- UE Extremenya
- CE Carroi
- CE Principat
- FC Lusitanos
- Penya Encarnada d’Andorra
- FC Rànger’s
- FC Santa Coloma
- UE Santa Coloma